# Phil Waller

a Compétitions nationales et continentales officielles uniquement.

b Matchs officiels uniquement.
Dernière mise à jour le *.
Philip Dudley Waller, né le 28 janvier 1889 à Bath en Angleterre, décédé le 14 décembre 1917 à Arras pendant le conflit de la Première Guerre mondiale, était un joueur de rugby gallois, évoluant au poste de deuxième ligne pour le Pays de Galles.

## Carrière
Né à Bath, Phil Waller joue de 1907 à 1910 pour Newport RFC Il dispute son premier test match le 12 décembre 1908 contre l'Équipe d'Australie de rugby à XV. Phil Waller dispute son dernier test match contre l'équipe de France le 1er janvier 1917. Il joue six matches en équipe nationale. Phil Waller a disputé trois test matchs avec les Lions britanniques en 1910 en Afrique du Sud. Il décide de rester en Afrique du Sud pour évoluer avec les Golden Lions de Johannesbourg.

## Palmarès
- Victoires dans le Tournoi britannique de rugby à XV 1908, 1909
- triple couronne en 1908, 1909

## Statistiques en équipe nationale
- 6 sélections pour le Pays de Galles
- Sélections par année : 1 en 1908, 4 en 1909, 1 en 1910
- Participation à 2 tournois britanniques en 1908, 1909
- Participation au Tournoi des cinq nations 1910